# Hemitrichus
Hemitrichus is een geslacht van vliesvleugeligen uit de familie Pteromalidae. De wetenschappelijke naam van dit geslacht is voor het eerst geldig gepubliceerd in 1878 door Carl Gustaf Thomson.

## Soorten
Het geslacht Hemitrichus omvat de volgende soorten:
- Hemitrichus longigaster Narendran, 2006
- Hemitrichus oxygaster Boucek, 1965
- Hemitrichus seniculus (Nees, 1834)
- Hemitrichus varipes Ashmead, 1894